# Nederlandse kampioenschappen schaatsen afstanden 2000 - 1000 meter vrouwen
De 1000 meter vrouwen op de Nederlandse kampioenschappen schaatsen afstanden 2000 werd gereden in januari 2000 in ijsstadion de Scheg in Deventer. 
Aan deze editie namen zestien schaatssters deel. Titelverdedigster was Marianne Timmer, zij prolongeerde haar titel.

## Uitslag
| #      | Schaatser             | tijd    |
| ------ | --------------------- | ------- |
| Goud   | Marianne Timmer       | 1.20,55 |
| Zilver | Andrea Nuyt           | 1.20,63 |
| Brons  | Sandra 't Hart        | 1.22,45 |
| 4      | Frouke Oonk           | 1.22,53 |
| 5      | Tijn Ponjee           | 1.23,11 |
| 6      | Yvonne Leever         | 1.23,61 |
| 7      | Christine Heins       | 1.23,69 |
| 8      | Mireille Reitsma      | 1.25,40 |
| 9      | Dianne Kootstra       | 1.25,83 |
| 10     | Martine Oosting       | 1.26,64 |
| 11     | Maurine Kroon         | 1.27,48 |
| 12     | Marja van der Werf    | 1.28,16 |
| 13     | Els Murris            | 1.28,23 |
| 14     | Yvonne Hijgenaar      | 1.28,23 |
| 15     | Arina Schingenga      | 1.28,55 |
| 16     | Dorian Schoonderwoerd | 1.28,78 |

Uitslag
1987 · 
1988 · 
1989 · 
1990 · 
1991 · 
1992 · 
1993 · 
1994 · 
1995 · 
1996 · 
1997 · 
1998 · 
1999 · 
2000 · 
2001 · 
2002 · 
2003 · 
2004 · 
2005 · 
2006 · 
2007 · 
2008 · 
2009 · 
2010 · 
2011 · 
2012 · 
2013 · 
2014 · 
2015 · 
2016 · 
2017 · 
2018 · 
2019 · 
2020 · 
2021 · 
2022 · 
2023 · 
2024 · 
2025